# چهی
چِهی (به مجاری:  Csehi) یک شهرداری در مجارستان است که در واش واقع شده‌است. چهی ۹٫۳۴ کیلومتر مربع مساحت و ۳۰۱ نفر جمعیت دارد.